# سارا ویگنس
سارا ویگنس (انگلیسی: Sarah Wijnants؛ زادهٔ ۱۳ اکتبر ۱۹۹۹) بازیکن فوتبال اهل بلژیک است.
وی همچنین در تیم‌های ملی فوتبال زنان بلژیک بازی کرده‌است.